# تايرون كيرك
تايرون كيرك (بالإنجليزية: Tyrone Kirk)‏ (2 يناير 1986 في المملكة المتحدة - ) هو لاعب كرة قدم بريطاني في مركز الوسط. لعب مع ماكليسفيلد تاون ونادي ريل وغرانتهام تاون ‏ وBrigg Town F.C. ‏ وStamford A.F.C. ‏ ونادي كوربي تاون ونادي بوسطن يونايتد.

## وصلات خارجية
- تايرون كيرك على موقع قاعدة بيانات كرة القدم.إي يو (الإنجليزية)
- تايرون كيرك على موقع Soccerbase.com (لاعب) (الإنجليزية)